# Nicolás Acevedo
Nicolás Brian Acevedo Tabárez (Montevidéu, 14 de abril de 1999) é um futebolista uruguaio que atua como volante. Atualmente joga no Bahia.

## Carreira
Formado nas categorias de base do Liverpool de Montevidéu, Acevedo realizou sua estreia profissional no dia 14 de outubro de 2018, em um triunfo por 2–1 contra o Defensor.
No dia 2 de março de 2020, o New York City, da MLS, anunciou a contratação de Acevedo de forma definitiva.
Em dezembro de 2022, Acevedo foi anunciado pelo Bahia por empréstimo até o final de 2023.
Em dezembro de 2024, o Bahia anunciou a contratação em definitivo do volante.

### Seleção Uruguaia
Acevedo representou a Seleção Uruguaia Sub-20 no Campeonato Sul-Americano de 2019 e na Copa do Mundo de 2020.

## Vida pessoal
Nicolás é irmão mais novo do também futebolista Luis Acevedo, atacante do Rentistas.

## Estatísticas
Atualizadas até 20 de dezembro de 2020

### Clubes
| Clube             | Temporada         | Liga                | Liga  | Liga | Copa  | Copa | Continental | Continental | Outros | Outros | Total | Total |
| Clube             | Temporada         | Divisão             | Jogos | Gols | Jogos | Gols | Jogos       | Gols        | Jogos  | Gols   | Jogos | Gols  |
| ----------------- | ----------------- | ------------------- | ----- | ---- | ----- | ---- | ----------- | ----------- | ------ | ------ | ----- | ----- |
| Liverpool         | 2018              | Campeonato Uruguaio | 4     | 0    | —     | —    | —           | —           | —      | —      | 4     | 0     |
| Liverpool         | 2019              | Campeonato Uruguaio | 30    | 0    | —     | —    | 1           | 0           | 1      | 0      | 32    | 0     |
| Liverpool         | Total             | Total               | 34    | 0    | 0     | 0    | 1           | 0           | 1      | 0      | 36    | 0     |
| New York City     | 2020              | MLS                 | 12    | 0    | —     | —    | 1           | 0           | 2      | 0      | 15    | 0     |
| Total da carreira | Total da carreira | Total da carreira   | 46    | 0    | 0     | 0    | 2           | 0           | 3      | 0      | 51    | 0     |

1. ↑  Jogos da Copa Sul-Americana
2. ↑  Jogos do Torneo Intermedio Final
3. ↑  Jogos da Liga dos Campeões da CONCACAF

## Títulos
New York City
- MLS Cup: 2021[8]
- Campeones Cup: 2022[9]

Bahia
- Campeonato Baiano: 2023, 2025[10]